# Заленже (Сілезьке воєводство)
Заленже (пол. Załęże) — село в Польщі, у гміні Конецполь Ченстоховського повіту Сілезького воєводства.
Населення — 145 осіб (2011).
У 1975-1998 роках село належало до Ченстоховського воєводства.

## Демографія
Демографічна структура станом на 31 березня 2011 року:
|          | Загалом | Допрацездатний вік | Працездатний вік | Постпрацездатний вік |
| -------- | ------- | ------------------ | ---------------- | -------------------- |
| Чоловіки | 76      | 14                 | 56               | 6                    |
| Жінки    | 69      | 7                  | 45               | 17                   |
| Разом    | 145     | 21                 | 101              | 23                   |